# Primeira Fase da Copa Brasil de 1979
A primeira fase do Campeonato Brasileiro de 1979, considerada por muitos historiadores como a equivalente à Série B daquele ano, foi marcada por um formato único e extenso, envolvendo um número expressivo de clubes de todo o Brasil. Os 60 times de menor expressão foram divididos em seis grupos (A, B, C, D, E e F) e 20 times de maior expressão foram divididos em 2 grupos (G e H), em que cada equipe disputava partidas em turno único dentro de seu grupo, com o objetivo de conquistar a melhor colocação e avançar às fases seguintes. Essa primeira fase contou com clubes de menor expressão nacional e, embora fosse parte do contexto do Campeonato Brasileiro principal, funcionou, na prática, como um torneio de acesso.
Os grupos foram organizados da seguinte maneira:
- Grupo A: Londrina, (PR), Colorado (PR), Anapolina (GO), Joinville (SC), Juventude (RS), Sergipe (SE), Novo Hamburgo (RS), Goiânia (GO), Confiança (SE), Avaí (SC).
- Grupo B: Grêmio Maringá (PR), Desportiva (ES), Brasil (RS), Caldense (MG), São Paulo (RS), Criciúma (SC), Caxias (RS), Operário (PR), Colatina (ES), Chapecoense (SC).
- Grupo C: Gama (DF), Mixto (MT), Comercial (MS), Operário (MT), Atlético (GO), Itumbiara (GO), Itabuna (BA), Fluminense (BA), Brasília (DF), Guará (DF).
- Grupo D: América (MG), Campo Grande (RJ), Villa Nova (MG), Campinense (PB), Botafogo (PB), Treze (PB), Tuna Luso (PA), Fast Club (AM), Paysandu (PA), Rio Negro (AM).
- Grupo E: Maranhão (MA), Uberaba (MG), Central (PE), Uberlândia (MG), Náutico (PE), Moto Club (MA), Sampaio Corrêa (MA), Ríver (PI), Piauí (PI), Tiradentes (PI).
- Grupo F: CSA (AL), ASA (AL), Itabaiana (SE), Leônico (BA), ABC (RN), CRB (AL), Ferroviário (CE), Potiguar (RN), Fortaleza (CE), América (RN).

O destaque dessa fase foi o desempenho do Maranhão Atlético Clube, que alcançou a maior pontuação entre todos os participantes. Mesmo não avançando para as fases finais, o clube considera seu desempenho superior como um título simbólico da Série B de 1979. Este argumento se baseia nos moldes da competição, que, na prática, serviu como uma divisão de acesso, premiando a regularidade na primeira fase.
Embora a Confederação Brasileira de Futebol (CBF) não tenha oficializado o título de campeão da Série B para o Maranhão Atlético Clube, o clube se autoproclama vencedor da edição, buscando reconhecimento formal do título junto à entidade. Esse esforço reflete a importância histórica e esportiva da campanha do time maranhense, que marcou época e consolidou o clube como um dos maiores representantes do futebol nordestino daquele período.
O artilheiro desse campeonato foi Osní, jogador do Maranhão, com 7 gols marcados. A decisão foi realizada no dia  03 de novembro, entre Maranhão  e Tiradentes-PI, no Albertão, em Teresina, Piauí .
• Vale ressaltar que a CBF não reconhece essa fase como uma série B;
• O Maranhão tenta o reconhecimento dessa competição, baseando-se na forma de disputa de outros torneios similares ao de 1979 (Brasileiros séries A e B de 1980, 81, 82, 83, 84 e 1986);

## Participantes
| Equipe                 | Cidade           | Estado | Título(s)      |
| ---------------------- | ---------------- | ------ | -------------- |
| ABC                    | Natal            | RN     | 0 (não possui) |
| América de Natal       | Natal            | RN     | 0 (não possui) |
| América Mineiro        | Belo Horizonte   | MG     | 0 (não possui) |
| Anapolina              | Anápolis         | GO     | 0 (não possui) |
| ASA                    | Arapiraca        | AL     | 0 (não possui) |
| Atlético Goianiense    | Goiânia          | GO     | 0 (não possui) |
| Avaí                   | Florianópolis    | SC     | 0 (não possui) |
| Botafogo-PB            | João Pessoa      | PB     | 0 (não possui) |
| Brasil de Pelotas      | Pelotas          | RS     | 0 (não possui) |
| Brasília               | Brasília         | DF     | 0 (não possui) |
| Caldense               | Poços de Caldas  | MG     | 0 (não possui) |
| Campinense             | Campina Grande   | PB     | 0 (não possui) |
| Campo Grande           | Rio de Janeiro   | RJ     | 0 (não possui) |
| Caxias                 | Caxias do Sul    | RS     | 0 (não possui) |
| Central                | Caruaru          | PE     | 0 (não possui) |
| Operário VG            | Várzea Grande    | MT     | 0 (não possui) |
| Chapecoense            | Chapecó          | SC     | 0 (não possui) |
| Colatina               | Colatina         | ES     | 0 (não possui) |
| Colorado               | Curitiba         | PR     | 0 (não possui) |
| Comercial-MS           | Campo Grande     | MS     | 0 (não possui) |
| Confiança              | Aracaju          | SE     | 0 (não possui) |
| CRB                    | Maceió           | AL     | 0 (não possui) |
| Criciúma               | Criciúma         | SC     | 0 (não possui) |
| CSA                    | Maceió           | AL     | 0 (não possui) |
| Desportiva Ferroviária | Cariacica        | ES     | 0 (não possui) |
| Fast Clube             | Manaus           | AM     | 0 (não possui) |
| Ferroviário            | Fortaleza        | CE     | 0 (não possui) |
| Fluminense de Feira    | Feira de Santana | BA     | 0 (não possui) |
| Fortaleza              | Fortaleza        | CE     | 0 (não possui) |
| Gama                   | Gama             | DF     | 0 (não possui) |
| Goiânia                | Goiânia          | GO     | 0 (não possui) |
| Grêmio Maringá         | Maringá          | PR     | 0 (não possui) |
| Guará                  | Guará            | DF     | 0 (não possui) |
| Itabaiana              | Itabaiana        | SE     | 0 (não possui) |
| Itabuna                | Itabuna          | BA     | 0 (não possui) |
| Itumbiara              | Itumbiara        | GO     | 0 (não possui) |
| Joinville              | Joinville        | SC     | 0 (não possui) |
| Juventude              | Caxias do Sul    | RS     | 0 (não possui) |
| Leônico                | Simões Filho     | BA     | 0 (não possui) |
| Londrina               | Londrina         | PR     | 0 (não possui) |
| Maranhão               | São Luís         | MA     | 0 (não possui) |
| Mixto                  | Cuiabá           | MT     | 0 (não possui) |
| Moto Club              | São Luís         | MA     | 0 (não possui) |
| Náutico                | Recife           | PE     | 0 (não possui) |
| Novo Hamburgo          | Novo Hamburgo    | RS     | 0 (não possui) |
| Operário-PR            | Ponta Grossa     | PR     | 0 (não possui) |
| Paysandu               | Belém            | PA     | 0 (não possui) |
| Piauí                  | Teresina         | PI     | 0 (não possui) |
| Potiguar de Mossoró    | Mossoró          | RN     | 0 (não possui) |
| Rio Negro-AM           | Manaus           | AM     | 0 (não possui) |
| River-PI               | Teresina         | PI     | 0 (não possui) |
| Sampaio Corrêa         | São Luís         | MA     | 1 Título       |
| São Paulo-RS           | Rio Grande       | RS     | 0 (não possui) |
| Sergipe                | Aracaju          | SE     | 0 (não possui) |
| Tiradentes-PI          | Teresina         | PI     | 0 (não possui) |
| Treze                  | Campina Grande   | PB     | 0 (não possui) |
| Tuna Luso              | Belém            | PA     | 0 (não possui) |
| Uberaba                | Uberaba          | MG     | 0 (não possui) |
| Uberlândia             | Uberlândia       | MG     | 0 (não possui) |
| Villa Nova             | Nova Lima        | MG     | 1 Título       |

## Fórmula de disputa
Primeira Fase: 80 clubes divididos em oito grupos de dez, jogos em turno único dentro de cada grupo. Mas os grupos G e H são formados pelos times considerados "mais fortes", e classificam oito de cada grupo para a próxima fase. Já os demais seis grupos (A, B, C, D, E, F) classificam quatro por grupo, mais os quatro melhores entre os não classificados em seus grupos.
Assim como ocorreu na maioria das edições da Taça de Prata (nome oficial da Série B entre 1980 e 1985), as equipes primeiras colocadas nos grupos da Primeira Fase da Copa Brasil também disputaram a Série A do mesmo ano. Formato este que voltou a ocorrer no ano de 2000, com a Copa João Havelange, tendo como campeão do Módulo Amarelo, o Paraná, que também não é reconhecido como campeão da Série B pela CBF, e tendo tido acesso à fase final da mesma forma.
60 times divididos em 6 grupos, representaram a “Série B” daquele ano.
Série A: G, H
Série B: A, B, C ,D ,E, F

## Classificação
| Pos. | Equipes       | Pts | J | V | E | D | GP | GC | SG |
| ---- | ------------- | --- | - | - | - | - | -- | -- | -- |
| 1    | Colorado      | 12  | 9 | 4 | 4 | 1 | 10 | 6  | 4  |
| 2    | Londrina      | 12  | 9 | 4 | 4 | 1 | 10 | 7  | 3  |
| 3    | Anapolina     | 10  | 9 | 5 | 0 | 4 | 13 | 9  | 4  |
| 4    | Joinville     | 10  | 9 | 4 | 2 | 3 | 12 | 8  | 4  |
| 5    | Juventude     | 10  | 9 | 3 | 4 | 2 | 12 | 9  | 3  |
| 6    | Sergipe       | 10  | 9 | 3 | 4 | 2 | 10 | 9  | –1 |
| 7    | Novo Hamburgo | 8   | 9 | 2 | 4 | 3 | 4  | 7  | –3 |
| 8    | Goiânia       | 7   | 9 | 2 | 3 | 4 | 6  | 9  | –3 |
| 9    | Confiança     | 6   | 9 | 2 | 2 | 5 | 7  | 15 | –8 |
| 10   | Avaí          | 5   | 9 | 0 | 5 | 4 | 9  | 14 | –5 |

| Pos. | Equipes                | Pts | J | V | E | D | GP | GC | SG  |
| ---- | ---------------------- | --- | - | - | - | - | -- | -- | --- |
| 1    | Grêmio Maringá         | 15  | 9 | 6 | 3 | 0 | 15 | 5  | 10  |
| 2    | Desportiva Ferroviária | 13  | 9 | 5 | 3 | 1 | 10 | 5  | 5   |
| 3    | Brasil de Pelotas      | 11  | 9 | 2 | 7 | 0 | 9  | 4  | 5   |
| 4    | Caldense               | 10  | 9 | 5 | 0 | 4 | 10 | 9  | 1   |
| 5    | São Paulo-RS           | 10  | 9 | 4 | 2 | 3 | 10 | 9  | 1   |
| 6    | Criciúma               | 9   | 9 | 4 | 1 | 4 | 9  | 8  | 1   |
| 7    | Caxias                 | 9   | 9 | 3 | 3 | 3 | 11 | 6  | 5   |
| 8    | Operário               | 5   | 9 | 2 | 1 | 6 | 3  | 13 | –13 |
| 9    | Colatina               | 5   | 9 | 1 | 3 | 5 | 2  | 9  | –7  |
| 10   | Chapecoense            | 3   | 9 | 0 | 3 | 6 | 6  | 16 | –10 |

| Pos. | Equipes             | Pts | J | V | E | D | GP | GC | SG  |
| ---- | ------------------- | --- | - | - | - | - | -- | -- | --- |
| 1    | Gama                | 12  | 9 | 5 | 2 | 2 | 14 | 9  | 5   |
| 2    | Mixto               | 11  | 9 | 5 | 1 | 3 | 14 | 10 | 4   |
| 3    | Comercial-MS        | 10  | 8 | 4 | 2 | 2 | 14 | 10 | 4   |
| 4    | Operário VG         | 10  | 9 | 4 | 2 | 3 | 12 | 11 | 1   |
| 5    | Atlético Goianiense | 9   | 9 | 4 | 1 | 4 | 17 | 14 | 3   |
| 6    | Itumbiara           | 9   | 9 | 4 | 1 | 4 | 11 | 11 | 0   |
| 7    | Itabuna             | 9   | 9 | 3 | 3 | 3 | 10 | 8  | 2   |
| 8    | Fluminense de Feira | 9   | 9 | 3 | 3 | 3 | 5  | 6  | –1  |
| 9    | Brasília            | 7   | 9 | 3 | 1 | 5 | 11 | 17 | –6  |
| 10   | Guará               | 2   | 8 | 0 | 2 | 6 | 2  | 14 | –12 |

| Pos. | Equipes         | Pts | J | V | E | D | GP | GC | SG  |
| ---- | --------------- | --- | - | - | - | - | -- | -- | --- |
| 1    | América Mineiro | 13  | 9 | 6 | 1 | 2 | 15 | 7  | 8   |
| 2    | Campo Grande    | 12  | 9 | 5 | 2 | 2 | 9  | 6  | 3   |
| 3    | Villa Nova      | 12  | 9 | 5 | 2 | 2 | 9  | 6  | 3   |
| 4    | Botafogo-PB     | 11  | 9 | 4 | 2 | 3 | 16 | 12 | 4   |
| 5    | Campinense      | 11  | 9 | 5 | 1 | 3 | 8  | 4  | 4   |
| 6    | Treze           | 9   | 9 | 4 | 1 | 4 | 15 | 10 | 5   |
| 7    | Tuna Luso       | 7   | 9 | 3 | 1 | 5 | 12 | 13 | –1  |
| 8    | Paysandu        | 6   | 9 | 2 | 2 | 5 | 10 | 14 | –4  |
| 9    | Fast Clube      | 6   | 9 | 2 | 2 | 5 | 9  | 20 | –11 |
| 10   | Rio Negro       | 3   | 9 | 1 | 2 | 6 | 7  | 17 | –10 |

| Pos. | Equipes        | Pts | J | V | E | D | GP | GC | SG |
| ---- | -------------- | --- | - | - | - | - | -- | -- | -- |
| 1    | Maranhão       | 15  | 9 | 6 | 3 | 0 | 18 | 6  | 12 |
| 2    | Uberaba        | 14  | 9 | 7 | 0 | 2 | 15 | 6  | 9  |
| 3    | Central        | 11  | 9 | 4 | 3 | 2 | 13 | 8  | 5  |
| 4    | Uberlândia     | 10  | 9 | 4 | 2 | 3 | 14 | 9  | 5  |
| 5    | Náutico        | 10  | 9 | 4 | 2 | 3 | 11 | 10 | 1  |
| 6    | Moto Club      | 7   | 9 | 3 | 1 | 5 | 6  | 10 | –4 |
| 7    | River-PI       | 6   | 9 | 2 | 2 | 5 | 9  | 12 | –3 |
| 8    | Sampaio Corrêa | 6   | 9 | 2 | 2 | 5 | 7  | 16 | –9 |
| 9    | Piauí          | 6   | 9 | 0 | 6 | 3 | 8  | 15 | –7 |
| 10   | Tiradentes-PI  | 5   | 9 | 1 | 3 | 5 | 7  | 16 | –9 |

| Pos. | Equipes          | Pts | J | V | E | D | GP | GC | SG |
| ---- | ---------------- | --- | - | - | - | - | -- | -- | -- |
| 1    | CSA              | 12  | 9 | 5 | 2 | 2 | 14 | 8  | 6  |
| 2    | ASA              | 11  | 9 | 5 | 1 | 3 | 11 | 10 | 1  |
| 3    | Itabaiana        | 11  | 9 | 4 | 3 | 2 | 10 | 6  | 4  |
| 4    | Leônico          | 10  | 9 | 5 | 0 | 4 | 12 | 8  | 4  |
| 5    | ABC              | 10  | 9 | 4 | 2 | 3 | 13 | 10 | 3  |
| 6    | CRB              | 9   | 9 | 3 | 3 | 3 | 8  | 8  | 0  |
| 7    | Ferroviário      | 9   | 9 | 2 | 5 | 2 | 6  | 7  | –1 |
| 8    | Potiguar         | 7   | 9 | 2 | 3 | 4 | 5  | 10 | –5 |
| 9    | Fortaleza        | 6   | 9 | 2 | 2 | 5 | 7  | 12 | –5 |
| 10   | América de Natal | 5   | 9 | 2 | 1 | 6 | 5  | 12 | –7 |

Classificação Geral
| Posição | Time                | PG | J | V | E | D | GP | GC | SG  |
| 1º      | Maranhão (MA)       | 15 | 9 | 6 | 3 | 0 | 18 | 6  | 12  |
| 2º      | Grêmio Maringá (PR) | 15 | 9 | 6 | 3 | 0 | 15 | 5  | 10  |
| 3º      | Uberaba (MG)        | 14 | 9 | 7 | 0 | 2 | 15 | 6  | 9   |
| 4º      | América (MG)        | 13 | 9 | 6 | 1 | 2 | 15 | 7  | 8   |
| 5º      | Desportiva (ES)     | 13 | 9 | 5 | 3 | 1 | 10 | 5  | 5   |
| 6º      | CSA (AL)            | 12 | 9 | 5 | 2 | 2 | 14 | 8  | 6   |
| 7º      | Gama (DF)           | 12 | 9 | 5 | 2 | 2 | 14 | 9  | 5   |
| 8º      | Colorado (PR)       | 12 | 9 | 4 | 4 | 1 | 10 | 6  | 4   |
| 9º      | Londrina (PR)       | 12 | 9 | 4 | 4 | 1 | 10 | 7  | 3   |
| 10º     | Campo Grande (RJ)   | 12 | 9 | 5 | 2 | 2 | 9  | 6  | 3   |
| 11º     | Villa Nova (MG)     | 12 | 9 | 5 | 2 | 2 | 9  | 6  | 3   |
| 12º     | Central (PE)        | 11 | 9 | 4 | 3 | 2 | 13 | 8  | 5   |
| 13º     | Brasil (RS)         | 11 | 9 | 2 | 7 | 0 | 9  | 4  | 5   |
| 14º     | Mixto (MT)          | 11 | 9 | 5 | 1 | 3 | 14 | 10 | 4   |
| 15º     | Itabaiana (SE)      | 11 | 9 | 4 | 3 | 2 | 10 | 6  | 4   |
| 16º     | Campinense (PB)     | 11 | 9 | 5 | 1 | 3 | 8  | 4  | 4   |
| 17º     | ASA (AL)            | 11 | 9 | 5 | 1 | 3 | 11 | 10 | 1   |
| 18º     | Uberlândia (MG)     | 10 | 9 | 4 | 2 | 3 | 14 | 9  | 5   |
| 19º     | Comercial (MS)      | 10 | 8 | 4 | 2 | 2 | 14 | 10 | 4   |
| 20º     | Anapolina (GO)      | 10 | 9 | 5 | 0 | 4 | 13 | 9  | 4   |
| 21º     | Joinville (SC)      | 10 | 9 | 4 | 2 | 3 | 12 | 8  | 4   |
| 22º     | Leônico (BA)        | 10 | 9 | 5 | 0 | 4 | 12 | 8  | 4   |
| 23º     | Botafogo (PB)       | 10 | 9 | 4 | 2 | 3 | 15 | 12 | 3   |
| 24º     | ABC (RN)            | 10 | 9 | 4 | 2 | 3 | 13 | 10 | 3   |
| 25º     | Juventude (RS)      | 10 | 9 | 3 | 4 | 2 | 12 | 9  | 3   |
| 26º     | Sergipe (SE)        | 10 | 9 | 3 | 4 | 2 | 10 | 9  | 1   |
| 27º     | Caldense (MG)       | 10 | 9 | 5 | 0 | 4 | 10 | 9  | 1   |
| 28º     | Operário (MT)       | 10 | 9 | 4 | 2 | 3 | 12 | 11 | 1   |
| 29º     | Náutico (PE)        | 10 | 9 | 4 | 2 | 3 | 11 | 10 | 1   |
| 30º     | São Paulo (RS)      | 10 | 9 | 4 | 2 | 3 | 9  | 9  | 0   |
| 31º     | Treze (PB)          | 9  | 9 | 4 | 1 | 4 | 15 | 10 | 5   |
| 32º     | Caxias (RS)         | 9  | 9 | 3 | 3 | 3 | 11 | 6  | 5   |
| 33º     | Atlético (GO)       | 9  | 9 | 4 | 1 | 4 | 17 | 14 | 3   |
| 34º     | Itabuna (BA)        | 9  | 9 | 3 | 3 | 3 | 10 | 8  | 2   |
| 35º     | Criciúma (SC)       | 9  | 9 | 4 | 1 | 4 | 9  | 8  | 1   |
| 36º     | Itumbiara (GO)      | 9  | 9 | 4 | 1 | 4 | 11 | 11 | 0   |
| 37º     | CRB (AL)            | 9  | 9 | 3 | 3 | 3 | 8  | 8  | 0   |
| 38º     | Fluminense (BA)     | 9  | 9 | 3 | 3 | 3 | 5  | 6  | -1  |
| 39º     | Ferroviário (CE)    | 9  | 9 | 2 | 5 | 2 | 6  | 7  | -1  |
| 40º     | Novo Hamburgo (RS)  | 8  | 9 | 2 | 4 | 3 | 4  | 7  | -3  |
| 41º     | Tuna Luso (PA)      | 7  | 9 | 3 | 1 | 5 | 12 | 13 | -1  |
| 42º     | Goiânia (GO)        | 7  | 9 | 2 | 3 | 4 | 6  | 9  | -3  |
| 43º     | Moto Club (MA)      | 7  | 9 | 3 | 1 | 5 | 6  | 10 | -4  |
| 44º     | Potiguar (RN)       | 7  | 9 | 2 | 3 | 4 | 5  | 10 | -5  |
| 45º     | Brasília (DF)       | 7  | 9 | 3 | 1 | 5 | 11 | 17 | -6  |
| 46º     | Ríver (PI)          | 6  | 9 | 1 | 4 | 4 | 9  | 12 | -3  |
| 47º     | Paysandu (PA)       | 6  | 9 | 2 | 2 | 5 | 10 | 14 | -4  |
| 48º     | Fortaleza (CE)      | 6  | 9 | 2 | 2 | 5 | 7  | 12 | -5  |
| 49º     | Piauí (PI)          | 6  | 9 | 0 | 6 | 3 | 8  | 15 | -7  |
| 50º     | Confiança (SE)      | 6  | 9 | 2 | 2 | 5 | 7  | 15 | -8  |
| 51º     | Sampaio Corrêa (MA) | 6  | 9 | 2 | 2 | 5 | 7  | 16 | -9  |
| 52º     | Fast Club (AM)      | 6  | 9 | 2 | 2 | 5 | 9  | 20 | -11 |
| 53º     | Avaí (SC)           | 5  | 9 | 0 | 5 | 4 | 9  | 14 | -5  |
| 54º     | América (RN)        | 5  | 9 | 2 | 1 | 6 | 5  | 12 | -7  |
| 55º     | Colatina (ES)       | 5  | 9 | 1 | 3 | 5 | 2  | 9  | -7  |
| 56º     | Tiradentes (PI)     | 5  | 9 | 1 | 3 | 5 | 7  | 16 | -9  |
| 57º     | Operário (PR)       | 5  | 9 | 2 | 1 | 6 | 3  | 13 | -10 |
| 58º     | Rio Negro (AM)      | 4  | 9 | 1 | 2 | 6 | 7  | 17 | -10 |
| 59º     | Chapecoense (SC)    | 3  | 9 | 0 | 3 | 6 | 6  | 16 | -10 |
| 60º     | Guará (DF)          | 2  | 8 | 0 | 2 | 6 | 2  | 14 | -12 |

Jogo decisivo
| 03 de Novembro de 1979 | Tiradentes-PI | 0 - 3 | Maranhão                             | Estádio Albertão, Piauí |
|                        |               |       | Osní 31' Osní 38' Antonio Carlos 57' |                         |

| Tiradentes -PI                                                                                  |  | X |  | Maranhão |
|                                                                                                 |  |   |  | |
| Waldeck Waldinar Vivico Nelsinho Rogério Pivoto Hélio Rocha Edson Djalma Flávio Gilvã Zé Carlos |  |   |  | Marcelino Mendes Tataco Antônio Carlos Paulista Naldo Émerson Juarez Jorge Santos Neco Osní de Oliveira Dejaro |

## Campanha do Campeão
| Nº | Data       | Jogo                          | Fase          | Ref   |
| -- | ---------- | ----------------------------- | ------------- | ----- |
| 1  | 23/09/1979 | Maranhão 1 X 1 Uberlândia     | PRIMEIRA FASE | [ 1 ] |
| 2  | 26/09/1979 | Maranhão 3 X 0 Sampaio Corrêa | PRIMEIRA FASE |       |
| 3  | 06/10/1979 | Maranhão 1 x 0 Moto Club      | PRIMEIRA FASE | [ 2 ] |
| 4  | 14/10/1979 | Central 2 x 2 Maranhão        | PRIMEIRA FASE | [ 3 ] |
| 5  | 21/10/1979 | Uberaba 0 X 1 Maranhão        | PRIMEIRA FASE | [ 4 ] |
| 6  | 23/10/1979 | Náutico 2 x 3 Maranhão        | PRIMEIRA FASE |       |
| 7  | 27/10/1979 | Maranhão 1 x 0 River-PI       | PRIMEIRA FASE |       |
| 8  | 30/10/1979 | Maranhão 1 x 1 Piauí          | PRIMEIRA FASE |       |
| 9  | 03/11/1979 | Tiradentes-PI 0 x 3 Maranhão  | PRIMEIRA FASE |       |

| Campeonato Brasileiro de Futebol de 1979 - Primeira Fase |
| Maranhão                                                 |
| -------------------------------------------------------- |
| Maranhão Atlético Clube Campeão (1º título)              |